# Somatiosoma eremicolum
Somatiosoma eremicolum är en tvåvingeart som beskrevs av Ebejer 2008. Somatiosoma eremicolum ingår i släktet Somatiosoma och familjen gulflugor. Inga underarter finns listade i Catalogue of Life.